# Національна центральна бібліотека Флоренції
Національна центральна бібліотека Флоренції (італ. Biblioteca Nazionale Centrale di Firenze) — публічна національна бібліотека у Флоренції (Італія), одна з двох центральних бібліотек Італії, разом з Національною центральною бібліотекою Риму (Biblioteca Nazionale Centrale of Rome). Є центром охорони і дослідження рукописів і рідкісних книг. Майже 11 000 відібраних, головним чином, за красою фоліантів зберігаються в дивовижній будівлі XVI століття, архітектура, дизайн і часткове втілення якого належать руці знаменитого Мікеланджело.
Унікальність трибічної структури вестибюля полягає в її вертикальному рішенні: стіни тут розділені на три секції, кожна прикрашена подвійними колонами, що мають форму сувою, і загостреними нішами, обрамленими пілястрами.
Читальний зал, навпаки, розвивається горизонтально, зустрічаючи відвідувачів двома рядами дерев′яних лав (plutei), які функціонували і як кафедри, і як книжкові полиці. Розкішні вітражі демонструють орнаментальну пишність геральдики Medici. Створені, видно, фламандськими майстрами по малюнках Джорджіо Вазарі, вони поєднують гротескові мотиви, види зброї і емблеми.